# Asociación Sami Noruega
La Asociación Sámi Noruega (en sami septentrional: Norgga Sámiid Riikasearvi, en noruego: Norske Samers Riksforbund), también conocida por sus siglas en sami NSR, es la mayor asociación sami de Noruega. La asociación fue fundada en 1968.

## Propósito
Según recogen los estatutos del NSR esta asociación fue fundada con tres objetivos fundamentales. El primero de ellos el del autogobierno del los territorios sámis de Noruega mediante un parlamento propio.
El segundo de ellos el de promover la cultura y la lengua sami mediante una serie de organizaciones como el NSR-U (Organización  juvenil del NSR) y mediante el SOL (Asociación de estudio sami).
El tercero de los objetivos es el de conseguir un diálogo naturaleza-hombre, así como el respecto y convivencia del pueblo sami con los noruegos habitantes en su territorio.

## Resultados elecciones al parlamento sami de Noruega
|  | 35,4 % |

|  | 34,1 % |

|  | 30,99 % |

|  | 26,34 % |

|  | 21,02 % |

|  | 24,17 % |

|  | 28,09 % |

|  | 31,91 % |

Los resultados de las elecciones han sido obtendidos de datos oficiales del parlamento sami de Noruega.

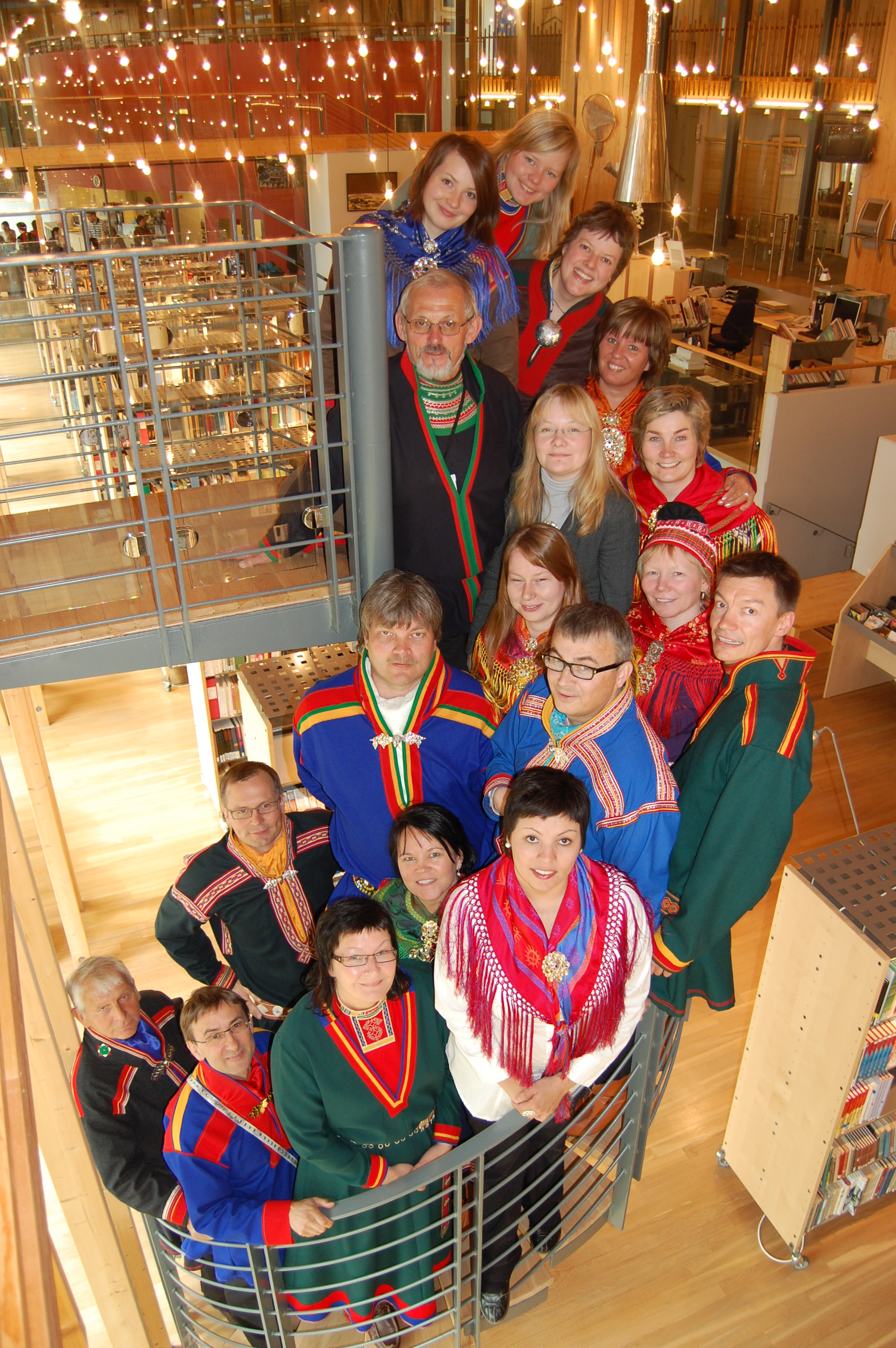
Representantes del NSR en el parlamento sami de Noruega durante la legislatura 2005-2009.

## Presidentes
| Nombre                         | Mandato       |       |
| ------------------------------ | ------------- | ----- |
| Runar Myrnes Balto             | 2018-presente | [ 1 ] |
| Niillas Beaska                 | 2014–2018     |       |
| Gunn Britt Retter (interina)   | 2013–2014     |       |
| Aili Keskitalo                 | 2008–2013     |       |
| Silje Karine Muotka            | 2006–2008     |       |
| Martin Urheim (interino)       | 2005–2006     |       |
| Aili Keskitalo                 | 2003–2005     |       |
| Klemet Erland Hætta            | 2001–2003     |       |
| Janoš Trosten                  | 1998–2001     |       |
| Geir Tommy Pedersen (interino) | 1997–1998     |       |
| Sven-Roald Nystø               | 1995–1997     |       |
| Nils Thomas Utsi               | 1991–1995     |       |
| Ragnhild Lydia Nystad          | 1985–1991     |       |
| Ole Henrik Magga               | 1980–1985     |       |
| Odd Ivar Solbakk               | 1979–1980     |       |
| Peder Andersen                 | 1976–1979     |       |
| Odd Mathis Hætta               | 1974–1976     |       |
| Regnor Solbakk                 | 1971–1974     |       |
| Johan Mathis Klemetsen         | 1969–1971     |       |